# Abdera flexuosa
Abdera flexuosa là một loài bọ cánh cứng trong họ Melandryidae. Loài này được Paykull miêu tả khoa học năm 1799.

## Hình ảnh

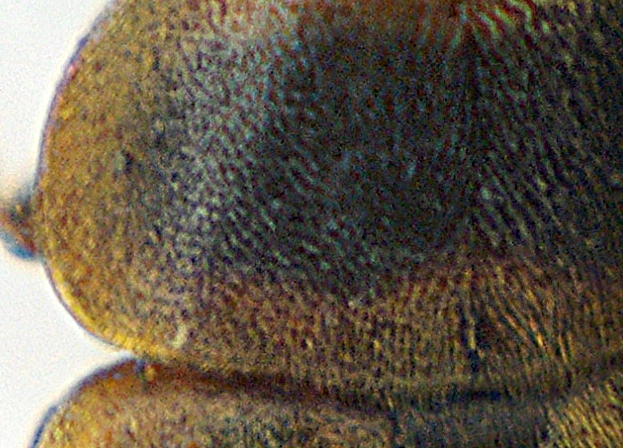
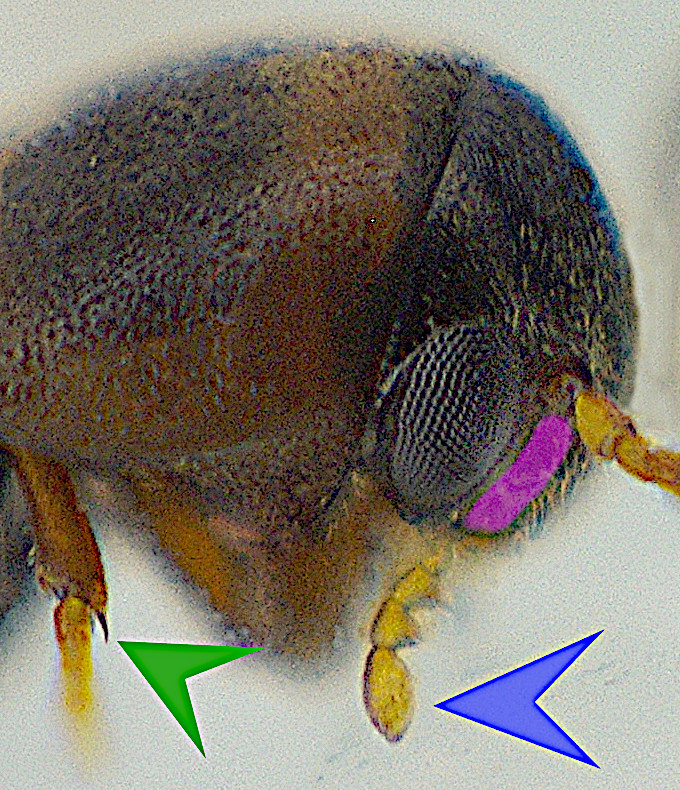
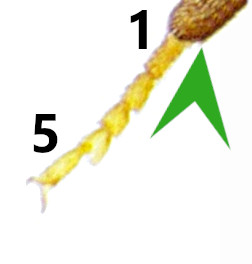
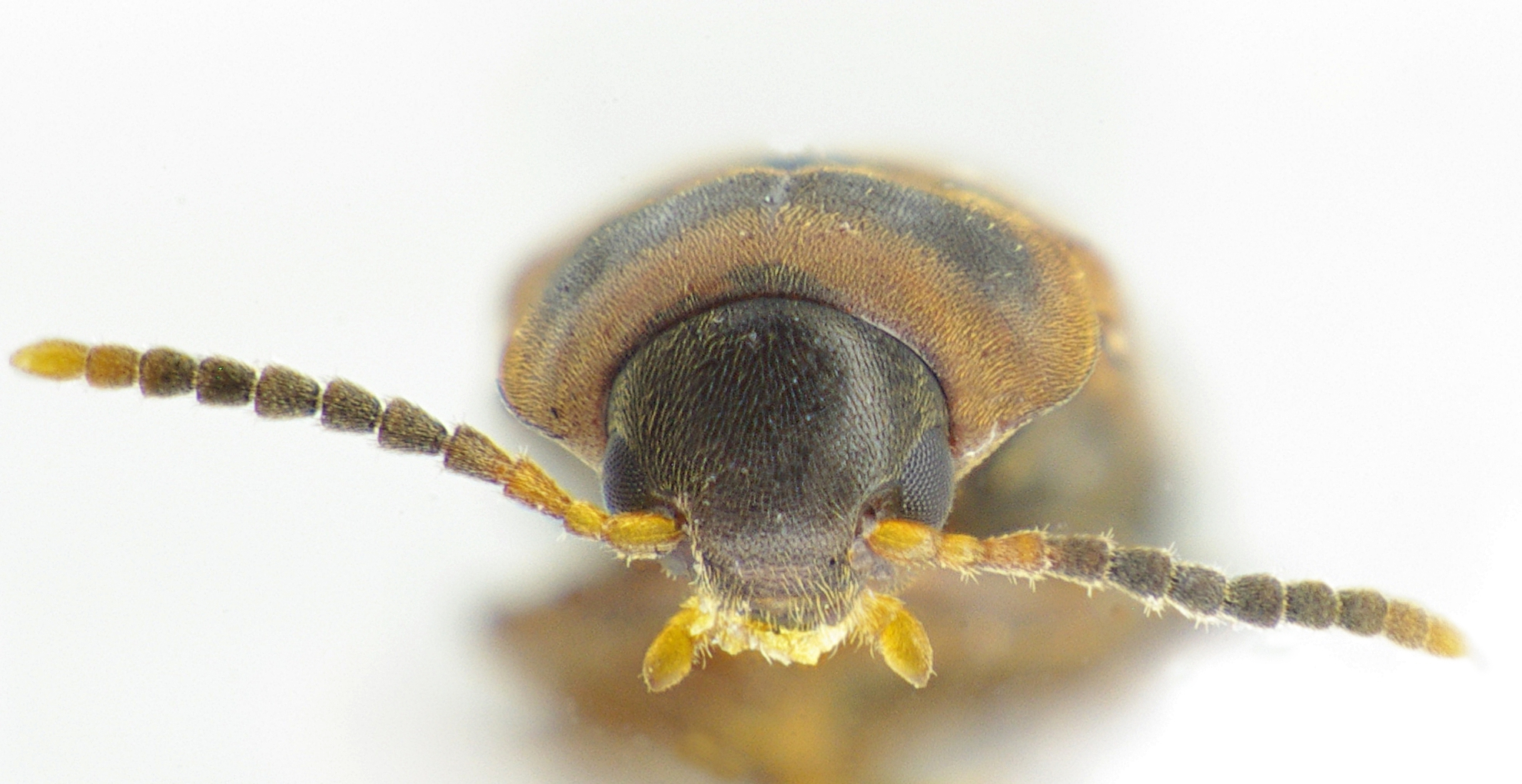